# Brug 833
Brug 833 is een bouwkundig kunstwerk in Amsterdam-Zuid.
Deze brug over een duiker ligt onopvallend in de Van Leijenberghlaan. In tijd van aanleg liep de Beethovenstraat hier nog maar door een herbepaling werd dit deel ingedeeld bij de Van Leijenberghlaan. Die laan loopt vanuit Amsterdam Oud-Zuid diep de Amsterdamse wijk Buitenveldert in. Om de afwatering te regelen werden ringsloten en afwateringstochten voorzien van bruggen en zoals hier door een duiker. De duiker ligt geheel onder de waterspiegel. De esthetisch architect was Dirk Sterenberg van de Dienst der Publieke Werken, hij leverde het ontwerp van brug 820 en 833 tegelijk in. Het uiterlijk beide bruggen lijkt dan ook sterk op elkaar. De bruggen hebben dezelfde gebruikte materialen, leuningen balustraden zien er hetzelfde. De brug heeft met een keermuur waarop pad Magerhorst verbinding met brug 820.
Er is ook een groot verschil tussen beide bruggen. Brug 820 is dankzij twee balustraden en leuningen duidelijk herkenbaar als brug, bij brug 833 is dat minder. Dat komt door het verschil in de twee zijden. Aan de westelijke kant zijn alle tekenen van een duikerbrug zichtbaar. Landhoofden en overspanning zijn (net als bij 820) verpakt in gevoegde volkanietstenen. Deze volkanietstenen lopen door tot in de balustrade. Op die balustraden staan eenvoudig modellen leuning. Dit alles ontbreekt aan de oostkant van de brug; deze bestaan uit een grasveld vanaf wegdek daalt tot het wateroppervlak.   

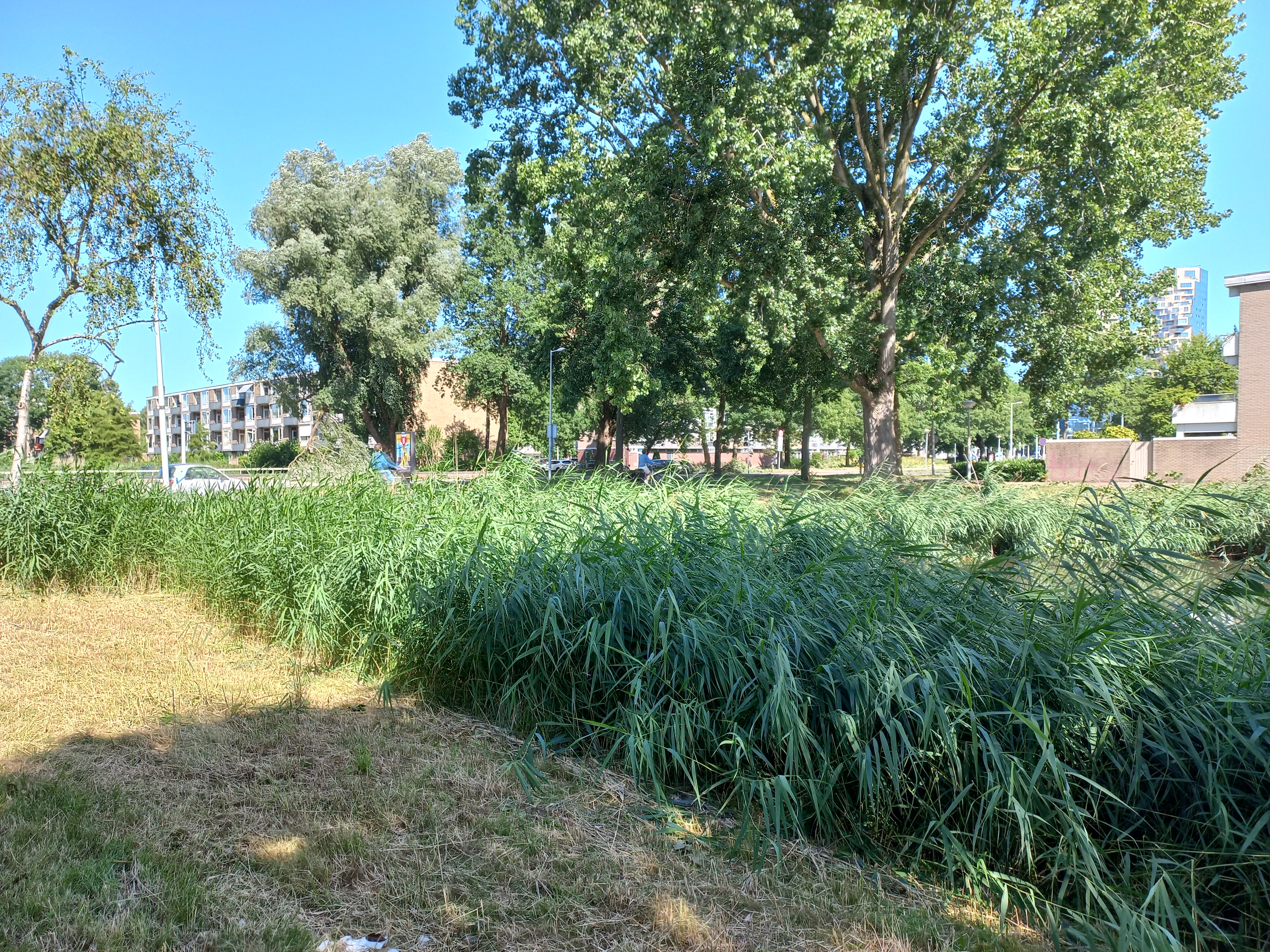
Oostkant van brug 833 (juli 2023)

<<< · 801 · 802 · 803 · 804 · 805 · 808 · 811 · 812 · 813 · 814 · 815 · 816 · 817 · 818 · 819 · 820 · 821 · 822 · 823 · 824 · 825 · 826 · 827 · 828 · 829 · 830 · 831 · 832 · 833 · 834 · 835 · 836 · 837 · 838 · 839 · 840 · 841 · 842 · 844 · 845 · 846 · 848 · 849 · 850 ·  854 · 856 · 857 · 858 · 859 · 860 · 863 · 864 · 865 · 866 · 867 · 868 · 869 · 870 · 871 · 872 · 873 · 875 · 876 · 877 · 889 · 890 · 891 · 892 · 893 · 895 · 896 · 897 · 898 · 899 · >>>
Brugnummers 800, 806, 807, 809, 810, 843 (gesloopt, Uilenstede, Amstelveen), 847 (Uilenstede, Amstelveen) , 851 (gesloopt, Dirk Sterenberg), 852 (gesloopt, Dirk Sterenberg), 853 (gesloopt, Dirk Sterenberg), 855, 861, 862, 874, 878, 879, 880, 881, 882, 883, 884, 885, 886, 887, 888, 894 zijn niet (meer) vergeven.